# اووچارووو (استان خاسکوو)
اووچارووو (به بلغاری: Ovcharovo) یک منطقهٔ مسکونی در بلغارستان است که در استان خاسکوو واقع شده‌است.